# 311 Клавдія
311 Кла́вдія (311 Claudia) — астероїд головного поясу, відкритий 11 червня 1891 року Огюстом Шарлуа у Ніцці.